# D'En Bóta
D'En Bóta es un cultivar de higuera de tipo higo común Ficus carica, unífera con higos de epidermis de color de fondo verde claro con sobre color morado rojizo localizado sobre las costillas. Se cultiva en la colección de higueras de Montserrat Pons i Boscana en Llucmajor, Islas Baleares.

## Sinonimia
- „Paratjal D'En Bóta“,[4][6][7]

## Historia
Actualmente la cultiva en su colección de higueras baleares Montserrat Pons i Boscana, rescatada de un ejemplar o higuera madre localizada y cultivada en el término de Santañí, en la finca "ses Valentines" propiedad de Marc Bonet en tierras áridas de la "Marina de Santañí".
La variedad 'D'En Bóta' probablemente originaria de Santañí donde es conocida y cultivada. También se cultiva en los pueblos de los alrededores que circundan el término de Santañí.

## Características
La higuera 'D'En Bóta' es una variedad unífera de tipo higo común. Árbol de poco desarrollo sobre todo en terrenos poco substanciosos, vigorosidad entre media y alta, con copa ovalada y estirada. Follaje más bien claro y de pocas hojas en las ramas primarias. Sus hojas son de 3 lóbulos en su mayoría, pocos de 1 lóbulo, y menos de 5 lóbulos. Sus hojas con dientes presentes márgenes serrados, ángulo peciolar obtuso. 'D'En Bóta' tiene poco desprendimiento de higos, y un rendimiento productivo alto y periodo de cosecha medio. La yema apical cónica de color verde amarillento.
Los frutos 'D'En Bóta' son higos de un tamaño de longitud x anchura:34 x 38 mm, con forma esférica bastante redondeados, simétricos en la forma y uniformes en las dimensiones, presentando un alto porcentaje de frutos aparejados pero no formaciones anormales, que presentan unos frutos medianos de unos 41,724 gramos en promedio, de epidermis con consistencia fuerte, grosor de la piel grueso medio áspera al tacto, con color de fondo verde claro con sobre color morado rojizo sobre las costillas. Ostiolo de 2 a 5 mm con escamas pequeñas blanquecinas presentando en su mayor parte una gota de miel. Pedúnculo de 2 a 4 mm cilíndrico verde oscuro. Grietas longitudinales muy marcadas. Costillas marcadas. Con un ºBrix (grado de azúcar) de 24 de sabor dulce meloso, con color de la pulpa rojo anaranjado (Bermellón). Con cavidad interna grande, con aquenios medianos. Son de un inicio de maduración en los higos sobre el 10 de agosto al 20 de septiembre. De rendimiento por árbol alto y periodo de cosecha medio. Variedad poco conocida y cultivada.
Se usa como higos frescos en alimentación humana, y en fresco y en seco para ganado porcino y ovino. Mediana abscisión del pedúnculo y buena facilidad de pelado. Son de mediana resistencia a las lluvias, y susceptibles a la apertura del ostiolo, y bastante resistentes  al desprendimiento.

## Cultivo
'D'En Bóta', se utiliza higos frescos en humanos, y frescos y secos para el ganado. Se está tratando de recuperar de ejemplares cultivados en la colección de higueras baleares de Montserrat Pons i Boscana en Llucmajor.